# Antiochus V Eupator
Antiochus V (ca. 173 - 162 v.Chr.), bijgenaamd Eupator (d.i. "[zoon] van een edele vader"), was koning (onder voogdij van Lysias) van het hellenistische Seleucidenrijk (Syrië) van november/december 164 tot aan zijn dood in de winter van 162/161.
Hij was een zoon van Antiochus IV Epiphanes en een jaar of negen toen hij koning werd. De onderdanigheid van het hof jegens de Romeinen ergerde de Griekse steden in Syrië dusdanig dat de Romeinse gezant Gnaeus Octavius (consul in 165 v.Chr.) in Laodicea vermoord werd (162 v.Chr.). Na een kortstondige regering van twee jaar werd Antiochus zelf vermoord door Demetrius I Soter, de zoon van Seleucus IV. Hiermee begon een tijdperk van dynastieke strijd die een tijd van verval inluidde.